# Мишин, Михаил Викторович
Михаил Викторович Ми́шин (укр. Михайло Вікторович Мішин; 12 августа 1968, Макеевка) — украинский футболист. До 2014 года работал заместителем председателя Комитета по физической культуре и спорта Макеевского городского совета. с 16 мая 2014 года по 5 сентября 2017 года являлся министром спорта и туризма Донецкой Народной Республики.

## Карьера футболиста
В 1992 году окончил институт физической культуры им. П.Ф. Лесгафта по специальности «Физическая культура» с квалификацией «Преподаватель физической культуры, тренер».
В 1992 году дебютировал в профессиональном футболе за макеевский «Бажановец» в первом розыгрыше Переходной лиги Украины. По итогам турнира «Бажановец» стал победителем турнира и вышел во Вторую лигу Украины, Мишин сыграл в 4 матчах. В первой половине сезона 1992/93 провёл 12 матчей и забил 2 гола во Второй лиге, и сыграл 1 игру в Кубке Украины.
В сезоне 1994/95 играл за «Горняк» из Макеевки в любительском чемпионате Украины, проведя за него 26 матчей. В начале сезона 1996/97 выступал в любительском первенстве за харцызский «Силур-Динамо», в котором Мишин провёл 3 игры и забил 1 гол. Также он провёл 1 матч в любительском Кубке Украины.
Осенней частью сезона 1997/98 играл за «Горняк» из Тореза, проведя 7 матчей и забив 1 мяч.

## Дальнейшая судьба
Работал в должности заместителя председателя Комитета по физической культуре и спорта Макеевского горсовета. В мае 2009 года был главным судьёй детского футбольного турнира «Нащадки козацької слави» (рус. Потомки казацкой славы). В начале июля 2010 года в составе делегации из Макеевки отправился в село Ивановцы Ивано-Франковской области по приглашению Министерства Украины по делам семьи, молодёжи и спорта для участия в открытии многофункциональной спортивной площадки.
В сентябре 2011 года участвовал в дне физической культуры и спорта в Макеевке. В апреле 2012 года был менеджером фестиваля венского бала. В марте 2012 года принял участие в мини-футбольном турнире «Граємо за Україну разом!» (рус. Играем за Украину вместе!).
В январе 2013 года участвовал в качестве почётного гостя в открытие сезона по гиревому спорту в Макеевке. В конце января 2013 года в качестве почётного гостя присутствовал на городских школьных соревнованиях «Олімпійське лелеченя» (рус. Олимпийский аист). 10 сентября 2013 года на аппаратном совещании Горняцкого районной администрации Михаил Мишин отчитался о выполнении программы Президента Украины Виктора Януковича «Дети — будущее Украины». В конце сентября 2013 года посещал Макеевскую исправительную колонию № 32, вместе со спортсменами демонстрировавшими заключенным упражнения на турниках.
В октябре 2013 года выступил на открытии баскетбольного областного турнира ветеранов памяти Юрия Псарева. 20 декабря 2013 года принимал участие в открытии тренажёрного зала для людей с нарушениями опорно-двигательного аппарата в Макеевке. В конце января 2014 года в качестве почётного гостя присутствовал на городских школьных соревнованиях «Олімпійське лелеченя» (рус. Олимпийский аист). 8 февраля 2014 года принял участие в составе сборной ветеранов в хоккейном мачте III Малых олимпийских играх Советского района, посвящённых открытию зимних Олимпийских игр 2014.
16 мая 2014 года стал министром спорта и туризма самопровозглашенной Донецкой Народной Республики. Находится в розыске МВД Украины.
5 сентября 2017 года был снят с должности.

## Достижения
- Победитель Переходной лиги Украины: 1992